# Combate de San Marcos de Arica
El Combate de San Marcos de Arica fue una de los últimas acciones de la campaña que un grupo de bucaneros ingleses, liderados por John Watling y Bartolomé Sharp, iniciaron en 1679, y que por dos años causó serios problemas a las autoridades coloniales españolas, realizando incursiones de pillaje en las costas del imperio de ultramar desde Panamá a Chile y atacando por sorpresa al puerto de Arica, perteneciente al Virreinato del Perú, en febrero de 1681 donde tras ser rechazados por la acción conjunta de la guarnición y el pueblo ariqueño bajo el mando del Maestre de Campo don Gaspar de Oviedo hubieron de retirarse derrotados abandonando poco después aguas americanas para regresar a Inglaterra.

## Antecedentes

En verde señalada la Región del Darién por donde los piratas ingleses entraron al Pacífico en 1679

Desde los primeros años de la colonia el puerto de San Marcos de Arica había sido un punto atrayente para los piratas y bucaneros de diversas nacionalidades que merodeaban el pacífico sur pues era allí donde se embarcaban los ricos cargamentos de plata provenientes de Potosí. Arica ya había sufrido incursiones con anterioridad entre las más importantes las que realizaron Sir Francis Drake en 1571 y Jorge Splibergen en 1615, por este motivo se erigieron fortificaciones y se mantuvo una guarnición permanente de soldados.
En 1679  se habían introducido por Panamá un grupo de 200 bucaneros ingleses liderados por Bartolomé Sharp, John Watling y Eduardo Wolmen quienes atravesando la Región del Darién penetraron al Mar del Sur en 1680; contando con la ayuda del cacique de la isla de Oro, eterno rebelde a la autoridad española y a quien respetuosa o fingidamente llamaban los piratas Emperador del Darien, embarcáronse en piraguas y canoas al puerto de Perico donde capturaron tres embarcaciones españolas cargadas de 50 000 pesos, mucha harina, pólvora y pertrechos de guerra que para el socorro de Panamá se habían remitido desde el Callao, la nave insignia elegida por Sharp fue el velero "Santísima Trinidad" al cual rebautizó como "Trinity".
Tras aumentar su número con quienes quisieron unírseles y tras cometer varias tropelías en la zona los piratas enrumbaron al sur saqueando varios puertos indefensos pero mientras se encontraban en las costas del Reino de Nueva Granada la fuerza de Wolmen atacó el puerto de Tumaco donde tras realizar varios robos fue sorprendido por la guarnición española al mando del gobernador Juan de Godoy pereciendo durante el combate con toda su gente.
Watling y Sharp continuaron al sur arribando a las costas del Reino de Chile, atacando a La Serena y retirándose con el botín a la Isla Juan Fernández que utilizaron como refugio, durante este transcurso de tiempo un motín a bordo del "Trinity" depuso a Sharp como comandante siendo elegido nuevo capitán John Watling.
Tras ser descubiertos por una de las naves que el Virrey del Perú Melchor de Liñán y Cisneros había enviado en su persecución los piratas fugaron al sur pero cambiando de rumbo durante la noche se dirigieron hacia el puerto de Arica.

## Combate y derrota

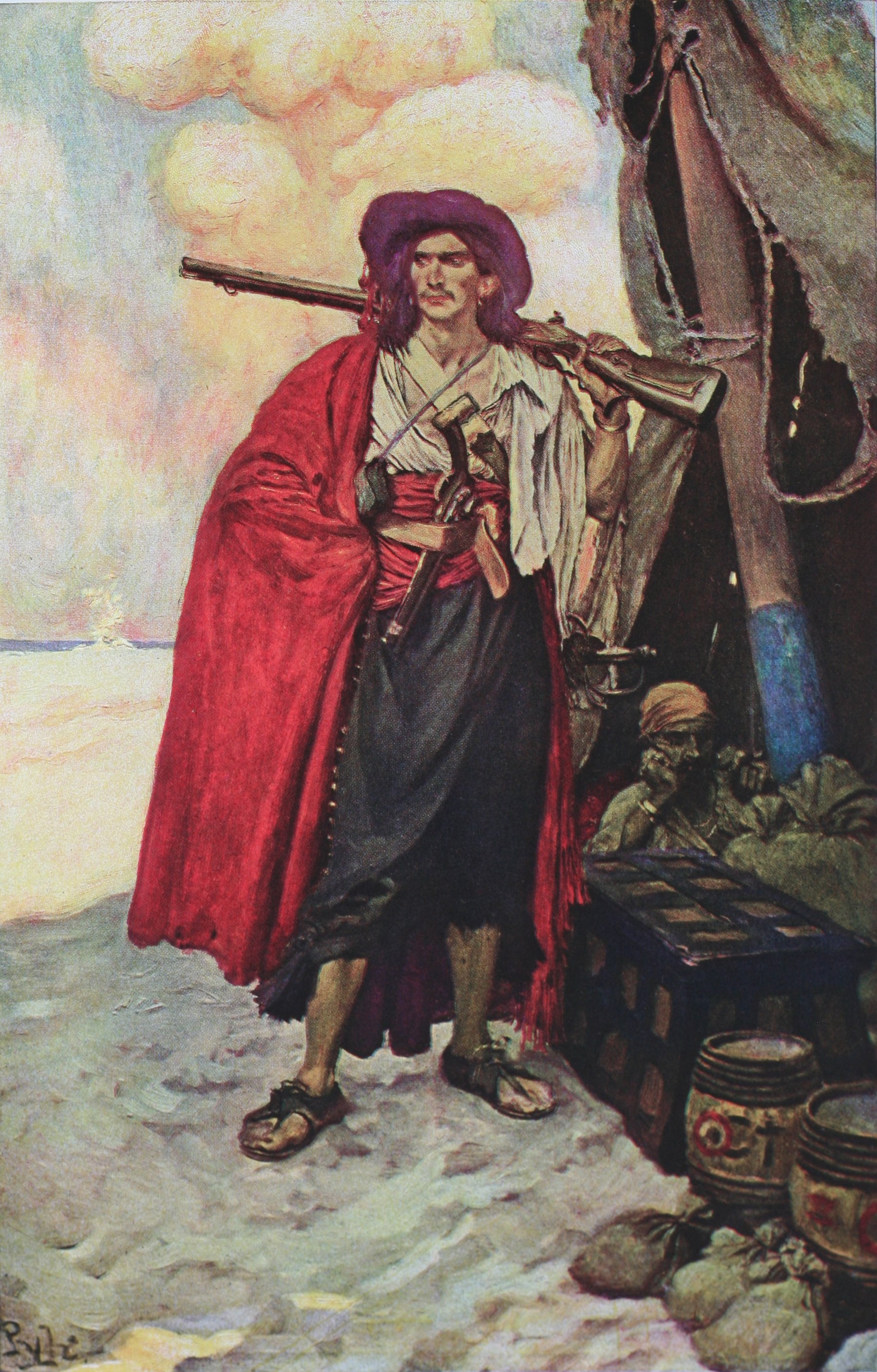
Ilustración de un pirata por Howard Pyle

Desembarcando en la playa La Lisera con 92 hombres Watling trepó el faldeo sur del morro de Arica, reduciendo a los vigías y entrando en el pueblo a las 8 de la mañana luego de traspasar la trinchera que le defendía. Creyendo haber tomado la ciudad con solo tres muertos y dos heridos, surgió la defensa de Arica.
La resistencia fue obra de una milicia local comandada por el Maestre de Campo Gaspar de Oviedo, alférez real y justicia mayor de la provincia, cuya residencia se encontraba donde ahora de ubica el Mercado Central de la ciudad, numéricamente superior aunque carente de instrucción y con armas mediocres la población ariqueña, que en ese entonces se componía de mulatos, negros, mestizos, indios y una pequeña cantidad de blancos, logró rechazar la incursión pirata. En el choque, que duró siete horas, murieron Watling, un Alférez que conducía la bandera inglesa y 23 piratas más, quedando prisioneros 19. Las bajas españolas ascendieron a 23 muertos.
Al decir de uno de los atacantes "Viéndonos dueños de la parte baja de la población, donde están las Cajas Reales, enviamos un parlamentario al Fuerte, intimándole rendición. Los sitiados lo reciben a balazos. Ocupamos las azoteas de ciertas casas que dominan al Fuerte y desde allí damos cuenta de buen número de sus defensores, pero ocurre que no tardaríamos en vernos rodeados. En esos críticos momentos son muertos, entre otros, el comandante Watling y dos contramaestres. El enemigo, envalentonado, comienza a barrernos calle tras calle, en dirección a la playa. En aquellos amargos instantes, nos damos cuenta de que se ha cumplido a la letra la profecía del Capitán Sharp..., a quien rogamos encarecidamente que se haga cargo de nuestras filas y nos lleve a salvamento. Muchos ruegos tenemos que emplear para que el pundonoroso jefe se avenga a escucharnos: tan hondo es su resentimiento por el desaire que le inferimos posponiéndolo por otro jefe".

## Consecuencias
Los piratas capturados fueron ahorcados (tal era el castigo usual aplicado para su clase) a excepción de dos de ellos que salvaron la vida por ser cirujanos. Los buques piratas con la gente restante al mando de Bartolomé Sharp, se retiraron en 1681 por el estrecho de Maire y llegaron a Inglaterra en 1682. El virrey Liñán con motivo de las invasiones referidas, hizo salir del Callao cuatro buques armados y con 800 hombres, a cargo de don Santiago Pontejos y don Pedro Pantoja: más tarde aumentó hasta nueve las embarcaciones y socorrió con tropas, dinero, armas y municiones a Panamá, Guayaquil y Paita.
Luego de este ataque la guarnición de Arica se incrementó en 100 hombres y se duplicó la paga a los soldados españoles mientras que a los negros y mulatos se les pagaba solo dos reales.
De acuerdo al Tratado de Madrid firmado entre España e Inglaterra en 1670 los actos hostiles en el nuevo mundo terminarían y de realizarse serían considerados como actos de piratería, fue por esto que al regreso de Sharp a Inglaterra el embajador español solicitó que fuera juzgado como un delincuente por sus acciones de pillaje en territorios españoles cuando ambos imperios no se encontraban en guerra. Sharp entregó como regalo al rey Carlos II de Inglaterra un Atlas de navegación español que había capturado en el barco el Santo Rosario en julio de 1681 y que por su valiosa información cartográfica unida a la propia experiencia de Sharp le valieron la absolución y la protección de la Corona inglesa lo que despertó la ira del Imperio español que expulso de Madrid al embajador inglés. Un par de meses después Bartolomé Sharps recibió una comisión de capitán en la Royal Navy como recompensa.